# 嶋田賢和
嶋田 賢和（しまだ よしかず、1983年 - ）は日本の財務官僚。釜石市副市長を歴任。

## 来歴
東京都杉並区出身。麻布高等学校、一橋大学経済学部卒業。2007年 財務省入省（大臣官房総合政策課）。入省以来、国際競争、成長戦略、雇用、地域活性化など、多くの政策立案に携わる。2010年7月 主計局総務課企画係長兼主計局調査課調査第三係長心得。2011年6月に釜石市総務企画部総合政策課主幹（課長補佐相当）。2012年4月 釜石市副市長。課長補佐では理財局、関税局で勤務。

## 職歴
- 2007年4月：財務省入省（大臣官房総合政策課）
- 2009年：札幌国税局
- 2010年7月：主計局総務課企画係長 兼 主計局調査課調査第三係長心得[3][4]
- 2011年6月：釜石市総務企画部総合政策課主幹
- 2012年4月：釜石市副市長
- 2014年7月：大臣官房文書課企画調整室課長補佐（企画調整） 兼 大臣官房文書課業務企画室課長補佐（業務企画）[5]
- 2015年7月：理財局総務課長補佐（企画） 兼 理財局総務課調査室課長補佐（調査・日本銀行）[6]
- 2016年：理財局国有財産企画課長補佐
- 2019年7月：関税局監視課長補佐（総括）[7]